# Земетресение в Чили (2010)
Земетресението в Чили от 27 февруари 2010 е мощен трус с магнитуд от 8,8 по скалата на Рихтер, чийто епицентър е в Тихия океан, на 55 km дълбочина и на 90 km североизточно от чилийския град Консепсион. Земетресението започва в 03:34 местно време (06:34 по UTC), и продължава 90 секунди.
Най-силно засяга шест региона в Чили (от Валпараисо на север до Араукания на юг), в които живее 80% от населението на страната. Градовете, които най-силно усещат труса, са Арауко и Коронел. В столицата Сантяго земетресението е усетено с магнитуд 7. Трусовете са усетени и в много аржентински градове, включително Буенос Айрес, Кордоба, Мендоса и Ла Риоха, и в южно Перу.
Земетресението причинява цунами, което унищожава няколко крайбрежни града в Чили и пристанището на Талкауано. Предупреждения за цунами са отправени в 53 страни по света. Земетресението причинява и срив в комуникациите, който засяга 93% от населението на страната, на някои места в продължение на няколко дни. По последни данни от 20 март жертвите от земетресението са 342.